# Phebellia strigifrons
Phebellia strigifrons là một loài ruồi trong họ Tachinidae.